# Ялочь
Ялочь (бел. Ялач) — деревня в Дрогичинском районе Брестской области Белоруссии. Входит в состав Осовецкого сельсовета.

## География
Деревня находится в южной части Брестской области, при автодороге Н-636, на расстоянии приблизительно 6 километров (по прямой) к юго-востоку от города Дрогичина, административного центра района. Абсолютная высота — 147 метров над уровнем моря. Площадь населённого пункта — 1,6541 км².

## История
В письменных источниках начинает упоминаться начиная с XVII века.
По состоянию на 1905 год, в Ялочи проживало 656 человек. В административном отношении деревня входила в состав Осовецкой волости Кобринского уезда Гродненской губернии.
Согласно Рижскому мирному договору (1921), деревня вошла в состав межвоенной Польши. Входила в состав гмины Осовце Дрогичинского повета Полесского воеводства. В 1921 году числилось 309 жителей, проживавших в 59 домах. В этническом составе населения того периода белорусы составляли 96,8 %, евреи — 3,2 %. В конфессиональном составе населения преобладали православные христиане (96,8 %).
С 1939 года в БССР, с 1940 года в составе Осовецкого сельсовета.

## Население
По данным переписи 2019 года, в деревне проживало 160 человек.
| Год  | Население, человек |
| ---- | ------------------ |
| 1905 | 656                |
| 1921 | ↘ 309              |
| 1939 | ↗ 685              |
| 1960 | ↘ 671              |
| 1970 | ↘ 532              |
| 1995 | ↘ 284              |
| 2005 | ↘ 238              |
| 2009 | ↘ 234              |
| 2019 | ↘ 160              |